# Małgorzata Gwóźdź
Małgorzata Gwóźdź – polska strzelczyni, medalistka mistrzostw Europy.
Była zawodniczką Śląska Wrocław. Zdobywała medale mistrzostw kraju, np. w 1982 roku została złotą medalistką mistrzostw Polski w strzelaniu z karabinka sportowego z wynikiem 570 punktów (osiągnęła też tytuł mistrzowski w innej konkurencji).
Gwóźdź raz stanęła na podium mistrzostw Europy. Dokonała tego na mistrzostwach we Frankfurcie nad Menem w 1979 roku, gdy zdobyła brązowy medal drużynowo w karabinie standardowym leżąc z 50 metrów (drużynę uzupełniały Eulalia Rolińska i Małgorzata Paćko). Jej wynik – 591 punktów, był najlepszym rezultatem w polskim zespole. Wynik ten był piątym rezultatem zawodów indywidualnych. W tej samej konkurencji zajęła indywidualnie szóste miejsce na mistrzostwach Europy w 1982 roku (593 punkty).